# Interstate 196
Pour les articles homonymes, voir Route 196.
L'Interstate 196 (I-196) est une autoroute auxiliaire de l'I-96 qui parcourt 80,6 miles (129,7 km) dans le Michigan. Elle relie Benton Harbor, South Haven, Holland et Grand Rapids. Du terminus sud jusqu'à la jonction avec la US 31 à Holland, l'I-196 est une autoroute nord-sud et, de ce point jusqu'à son terminus à Grand Rapids, elle est une autoroute est-ouest.

## Description du tracé

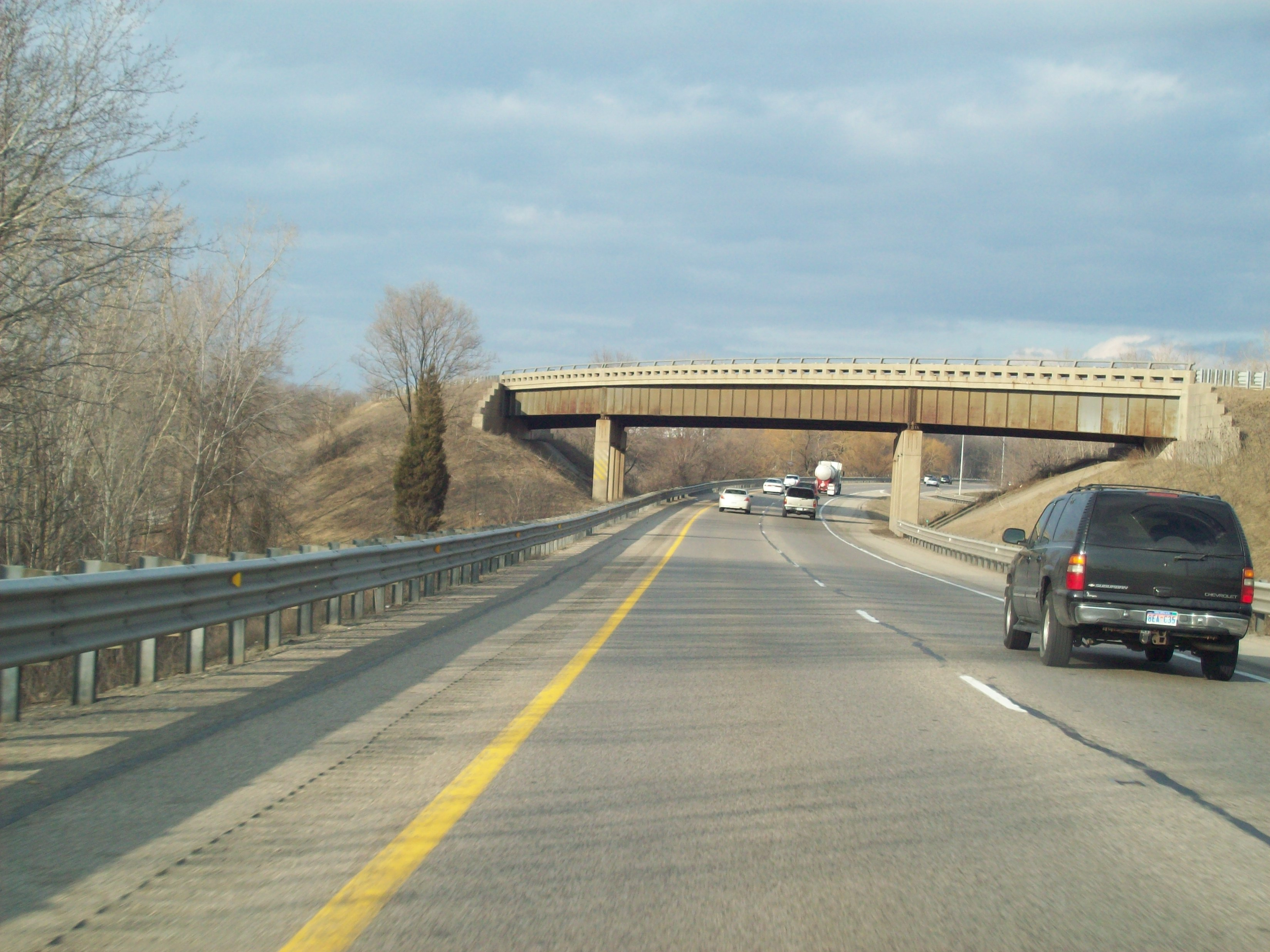
Interstate 196.

L'autoroute débute au nord-est de Benton Harbor sur l'I-94. L'I-196 se dirige vers le nord et passe à l'ouest du Point O'Woods Golf & Country Club. La US 31 rejoint l'I-196 et forme un multiplex avec celle-ci sur une bonne partie de son trajet. L'autoroute longe la rive est du Lac Michigan. Elle passe par South Haven et Douglas avant d'atteindre Holland.
Au sud de Holland, la US 31 quitte l'I-196 alors que cette dernière bifurque vers le nord-est. L'I-196 contourne Holland et Zeeland par le sud et se dirige vers Grand Rapids. L'autoroute arrive au sud-ouest de la ville et, après avoir traversé un secteur commercial et résidentiel, longe la Rivière Grande. Elle la traverse à deux reprises. Elle croise également la US 131 qui porte également la désignation d'I-296, bien que celle-ci ne soit pas numérotée comme tel. Elle sépare le centre-ville de Grand Rapids et se dirige vers l'est jusqu'à son terminus est à la jonction avec l'I-96.

## Liste des sorties
| Interstate 196                            |                                  |       |        |        |                                                                                        | |
| Comté                                     | Municipalité                     | mi    | km     | Sortie | Intersections / Destinations                                                           | Notes |
| Berrien                                   | Benton Charter Township          | 0,00  | 0,00   | —      | I-94 / US 31 sud – Détroit, Chicago, South Bend                                        | Terminus sud du multiplex avec US 31; sortie 34 de l'I-94                                                                                                 |
| Berrien                                   | Benton Charter Township          | 1,05  | 1,69   | 1      | Red Arrow Highway                                                                      | |
| Berrien                                   | Hagar Township                   | 3,68  | 5,92   | 4      | Coloma, Riverside                                                                      | |
| Berrien                                   | Hagar Township                   | 6,75  | 10,87  | 7      | M-63 (en) sud (Hagar Shore Road) / LMCT (en) sud – Benton Harbor, Saint-Joseph         | Terminus sud du multiplex avec LMCT |
| Van Buren                                 | Covert Township                  | 12,62 | 20,32  | 13     | Covert                                                                                 | |
| Van Buren                                 | South Haven Township             | 17,57 | 28,28  | 18     | I-196 BL nord / LMCT (en) vers M-43 (en) – South Haven, Bangor M-140 (en) – Watervliet | Terminus nord du multiplex avec LMCT |
| Van Buren                                 | South Haven                      | 20,38 | 32,80  | 20     | I-196 BL sud vers M-43 (en) / LMCT (en) (Phoenix Street) – South Haven, Bangor         | Terminus sud du multiplex avec LMCT; indiqué sortie 20A (est) et 20B (ouest) en direction nord                                                            |
| Allegan                                   | Casco Township                   | 21,97 | 35,35  | 22     | North Shore Drive                                                                      | |
| Allegan                                   | Casco Township                   | 26,31 | 42,34  | 26     | 109th Avenue – Pullman                                                                 | |
| Allegan                                   | Ganges Township                  | 29,57 | 47,59  | 30     | A-2 – Ganges, Glenn                                                                    | |
| Allegan                                   | Limite township Ganges–Saugatuck | 33,92 | 54,59  | 34     | M-89 (en) – Fennville                                                                  | |
| Allegan                                   | Saugatuck Township               | 36,11 | 58,12  | 36     | A-2 – Douglas, Saugatuck, Ganges                                                       | |
| Allegan                                   | Laketown Township                | 40,93 | 65,86  | 41     | A-2 – Douglas, Saugatuck                                                               | |
| Allegan                                   | Laketown Township                | 44,50 | 71,61  | 44     | I-196 BL est / US 31 nord / LMCT (en) nord – Grand Haven, Holland, Muskegon, Ludington | Terminus nord du multiplex avec US 31 et LMCT; sortie direction nord, entrée direction sud; I-196 nord devient I-196 est et I-196 ouest devient I-196 sud |
| Allegan                                   | Holland                          | 48,60 | 78,21  | 49     | M-40 (en) – Allegan                                                                    | |
| Ottawa                                    | Holland Township                 | 52,23 | 84,06  | 52     | Adams Street, 16th Street                                                              | |
| Ottawa                                    | Zeeland Township                 | 55,49 | 89,29  | 55     | I-196 BL ouest (Byron Road) – Holland, Zeeland                                         | |
| Ottawa                                    | Hudsonville                      | 62,22 | 100,13 | 62     | A-37 (32nd Avenue) – Hudsonville                                                       | |
| Ottawa                                    | Georgetown Township              | 64,17 | 103,28 | 64     | M-6 est (Paul B. Henry Freeway) – Lansing                                              | |
| Kent                                      | Grandville                       | 67,35 | 108,38 | 67     | 44th Street, Rivertown Parkway                                                         | |
| Kent                                      | Grandville                       | 68,75 | 110,64 | 69     | M-121 (en) ouest / Chicago Drive – Jenison                                             | |
| Kent                                      | Grandville                       | 68,94 | 110,95 | 69C    | Baldwin Street                                                                         | Sortie direction ouest, entrée direction est |
| Kent                                      | Grandville                       | 69,75 | 112,25 | 70     | M-11 (en) (28th Street, Wilson Avenue) – Walker, Wyoming, Grandville                   | |
| Kent                                      | Wyoming                          | 71,72 | 115,42 | 72     | I-196 BL est (Chicago Drive)                                                           | Sortie direction est, entrée direction ouest; entrée depuis Chicago Drive ouest seulement                                                                 |
| Kent                                      | Grand Rapids                     | 73,41 | 118,14 | 73     | Market Avenue                                                                          | |
| Kent                                      | Grand Rapids                     | 74,90 | 120,54 | 75     | M-45 (en) ouest (Lake Michigan Drive)                                                  | Pas d'accès depuis Lake Michigan Drive ouest vers I-196 est ou depuis I‑196 ouest vers Lake Michigan Drive est                                            |
| Kent                                      | Grand Rapids                     | 75,77 | 121,95 | 76     | Lane Avenue                                                                            | |
| Kent                                      | Grand Rapids                     | 76,52 | 123,14 | 77     | US 131 (I-296 nord) – Kalamazoo, Cadillac                                              | Indiqué sortie 77A (US 131 nord, Cadillac) et 77B (US 131 sud, Kalamazoo); terminus sud de l'I-296                                                        |
| Kent                                      | Grand Rapids                     | 76,93 | 123,81 | 77C    | Ottawa Avenue – Centre-ville de Grand Rapids                                           | |
| Kent                                      | Grand Rapids                     | 77,60 | 124,89 | 78     | College Avenue                                                                         | |
| Kent                                      | Grand Rapids                     | 78,49 | 126,32 | 79     | Fuller Avenue                                                                          | |
| Kent                                      | Grand Rapids                     | 80,59 | 129,70 | —      | I-96 est / M-37 (en) sud – Lansing                                                     | Sortie 37 de l'I-96 ouest |
| - Terminus de multiplex - Accès incomplet |                                  |       |        |        |                                                                                        | |